# Đảo Victoria (Canada)
Đảo Victoria (hay Kitlineq) là một đảo lớn nằm ở quần đảo Bắc Cực thuộc Canada nằm giữa biên giới Nunavut và Các Lãnh thổ Tây Bắc của Canada. Đây là đảo lớn thứ 8 trên thế giới và với diện tích 217.291 km2 (83.897 dặm vuông Anh)1, nó là đảo lớn thứ nhì của Canada. Nó lớn gần gấp đôi Newfoundland (111.390 km2 (43.008 dặm vuông Anh)), lớn hơn đảo Anh (209.331 km2 (80.823 dặm vuông Anh)). Tại đây, có hòn đảo lớn nhất nằm trên một hòn đảo trên một hòn đảo. Một phần ba phía tây của đảo thuộc vùng Inuvk của Các Lãnh thổ Tây Bắc; phần còn lại thuộc về vùng Kitikmeot của Nunavut.